# Bethel Strict Baptist Chapel (Wivelsfield)
De Bethel Strict Baptist Chapel in Wivelsfield is een kleine kapel aan de Ditchling Road in het dorpje Wivelsfield. De kapel is in gebruik bij de Strict Baptists, een klein kerkverband in Engeland.
De gemeente van Wivelsfield is gesticht door een zekere Henry Booker in 1763. Deze Henry Booker was een volgeling van George Whitefield. De eerste predikant van de gemeente was John Simmonds. In 1780 wordt een eigen kerk gebouwd op enige afstand van de Ditchling Road. Reeds in 1793 vindt een scheuring plaats in de gemeente, waarbij 19 leden de kerk verlaten en een eigen kerk stichten aan de New Road. Op zondag wordt tweemaal kerk gebouden, om 11.15 en 18.30. Op donderdagen wordt om 19.00 kerkdienst gehouden.
Het kapelletje is gebouwd in baksteen en heeft een witgepleisterde wand. Oorspronkelijk was de kapel rechthoekig, doch enkele bescheiden uitbreidingen hebben de vorm veranderd. Nabij het gebouw is een begraafplaats gesitueerd. Het gebouwtje is als monument erkend door English Heritage onder monumentnummer ID: 418537.

## Afbeeldingen

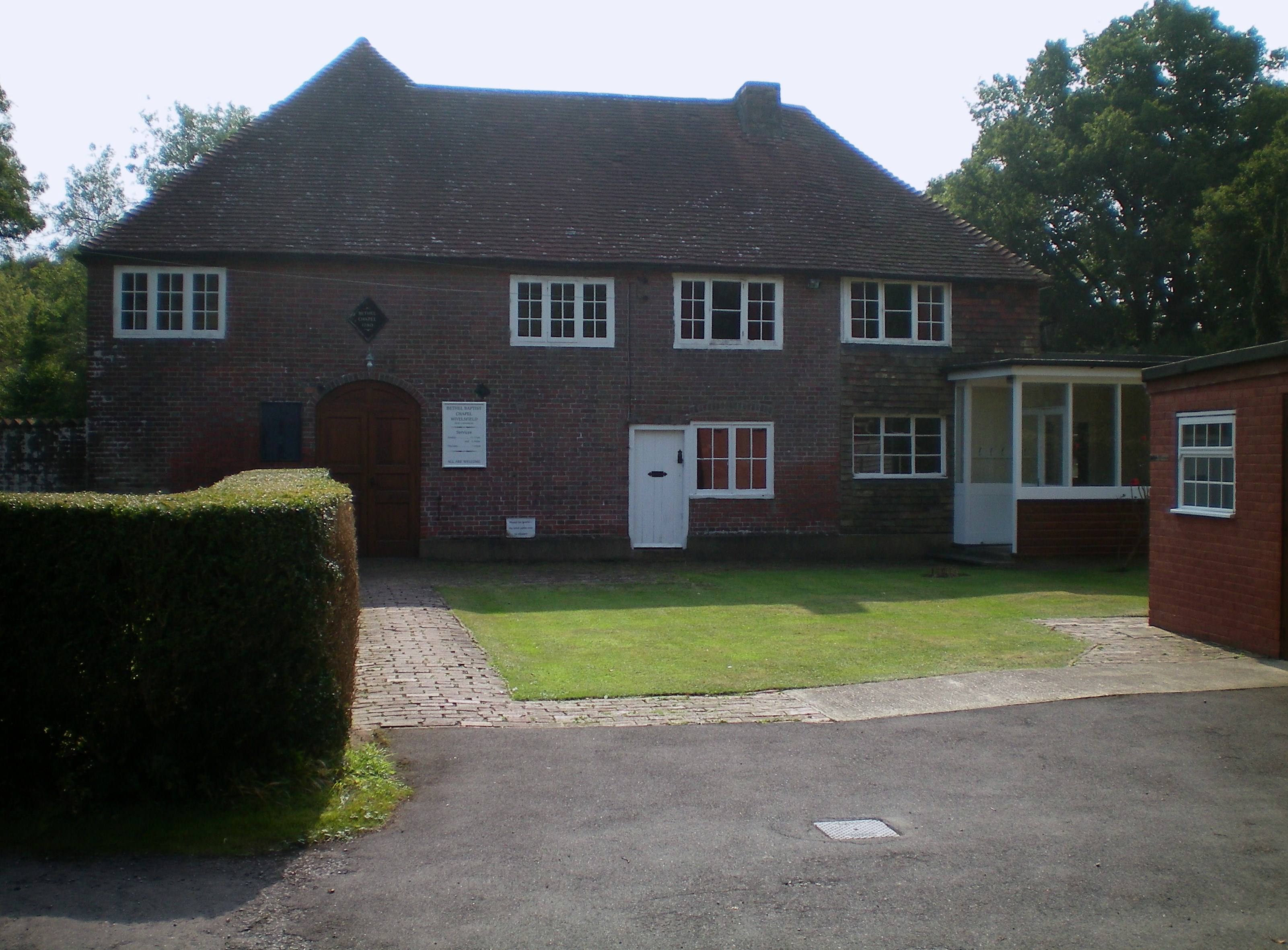
Vooraanzicht vanaf de Ditchling Road;
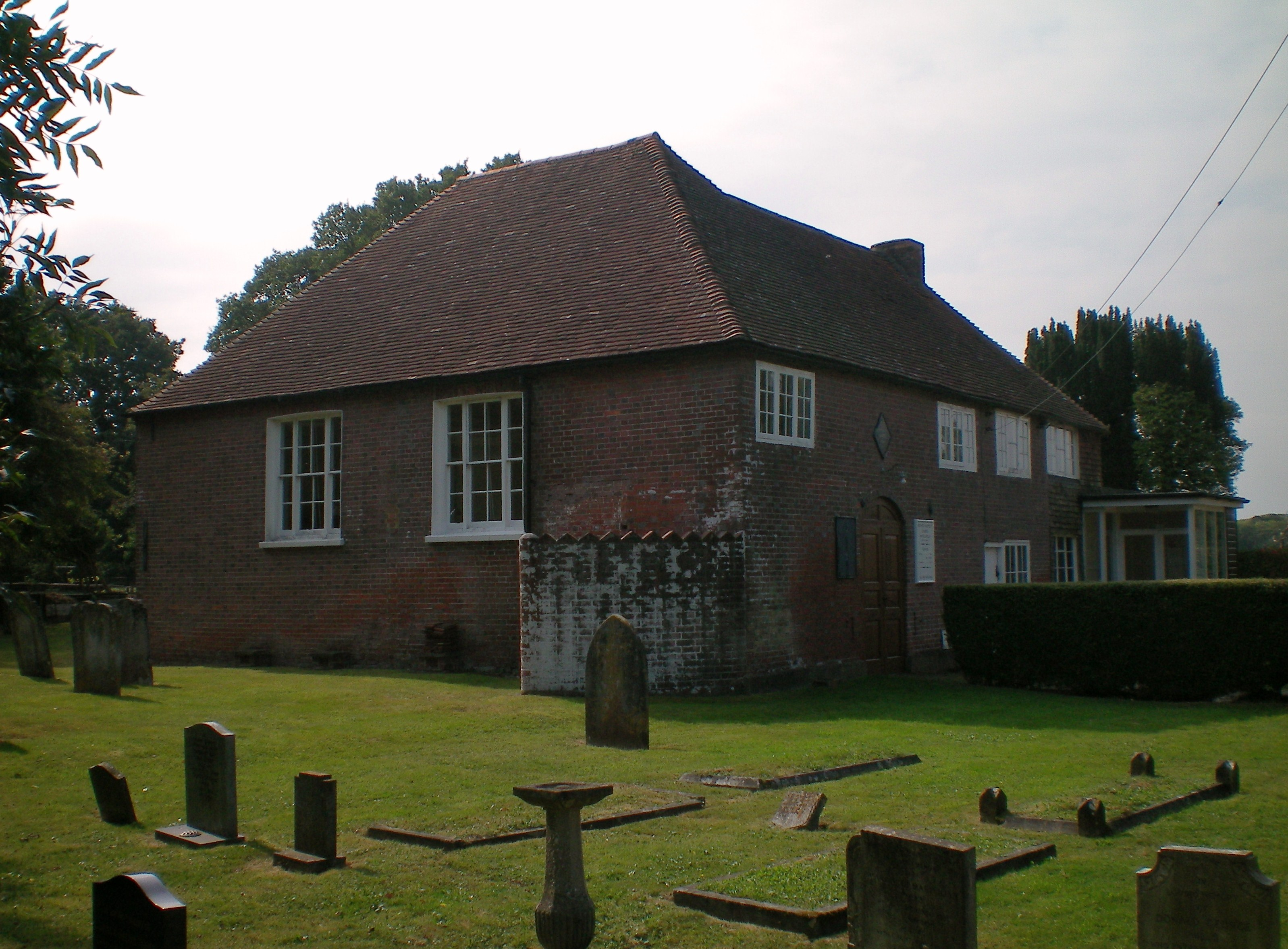
Zijaanzicht;
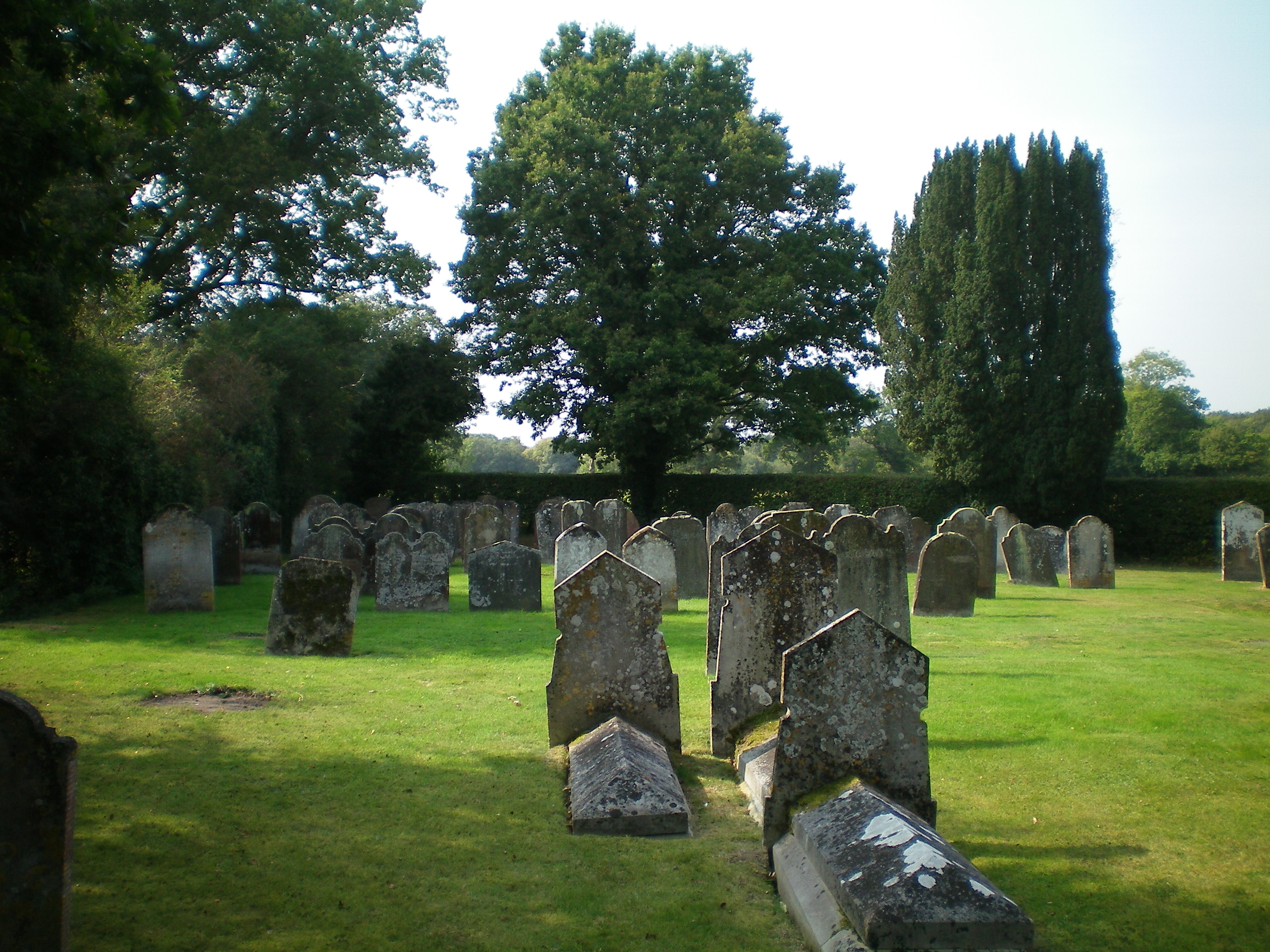
Begraafplaats bij de kapel;
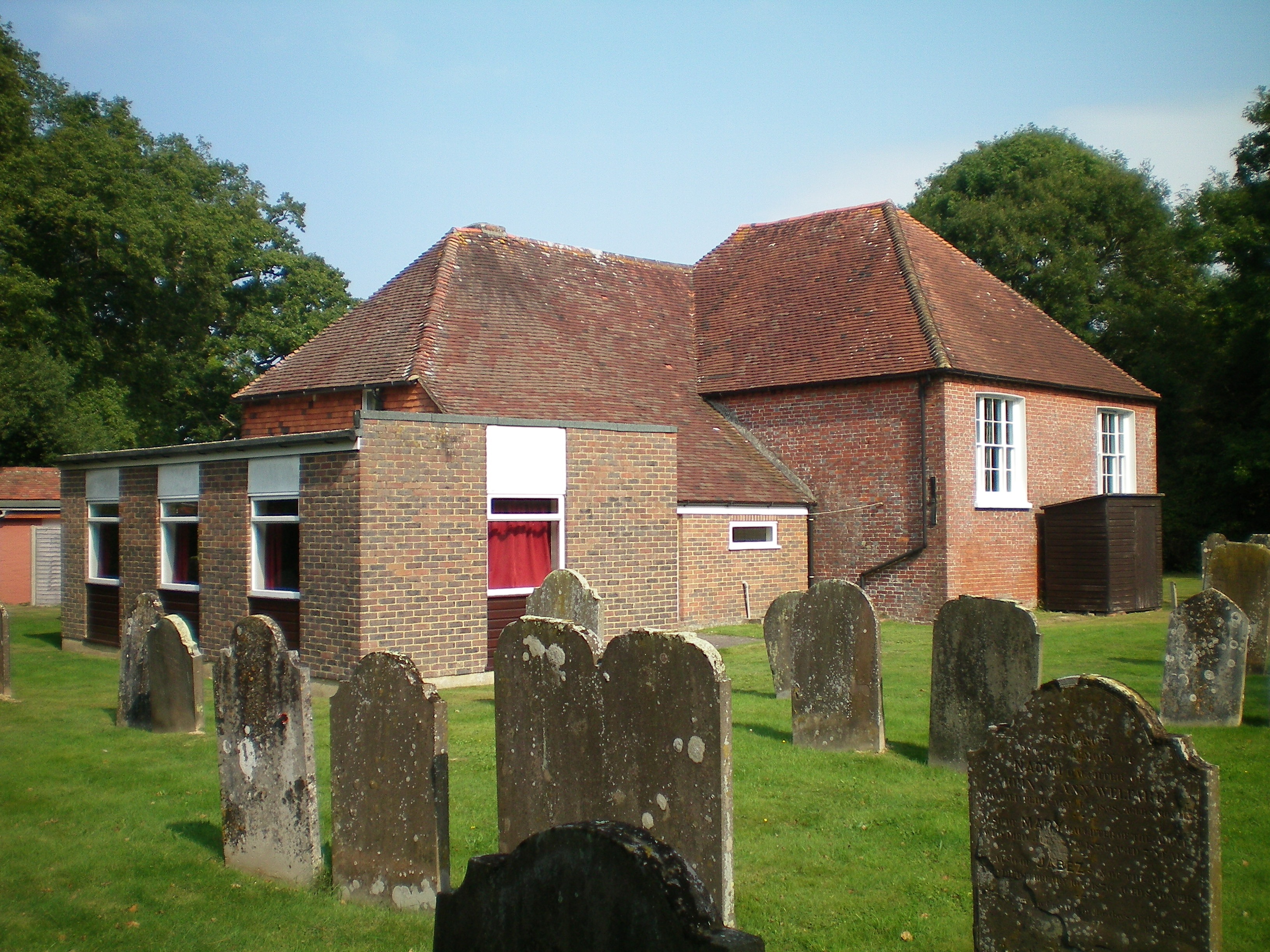
Kapel vanaf de begraafplaats. Duidelijk zichtbaar is de recente uitbreiding;
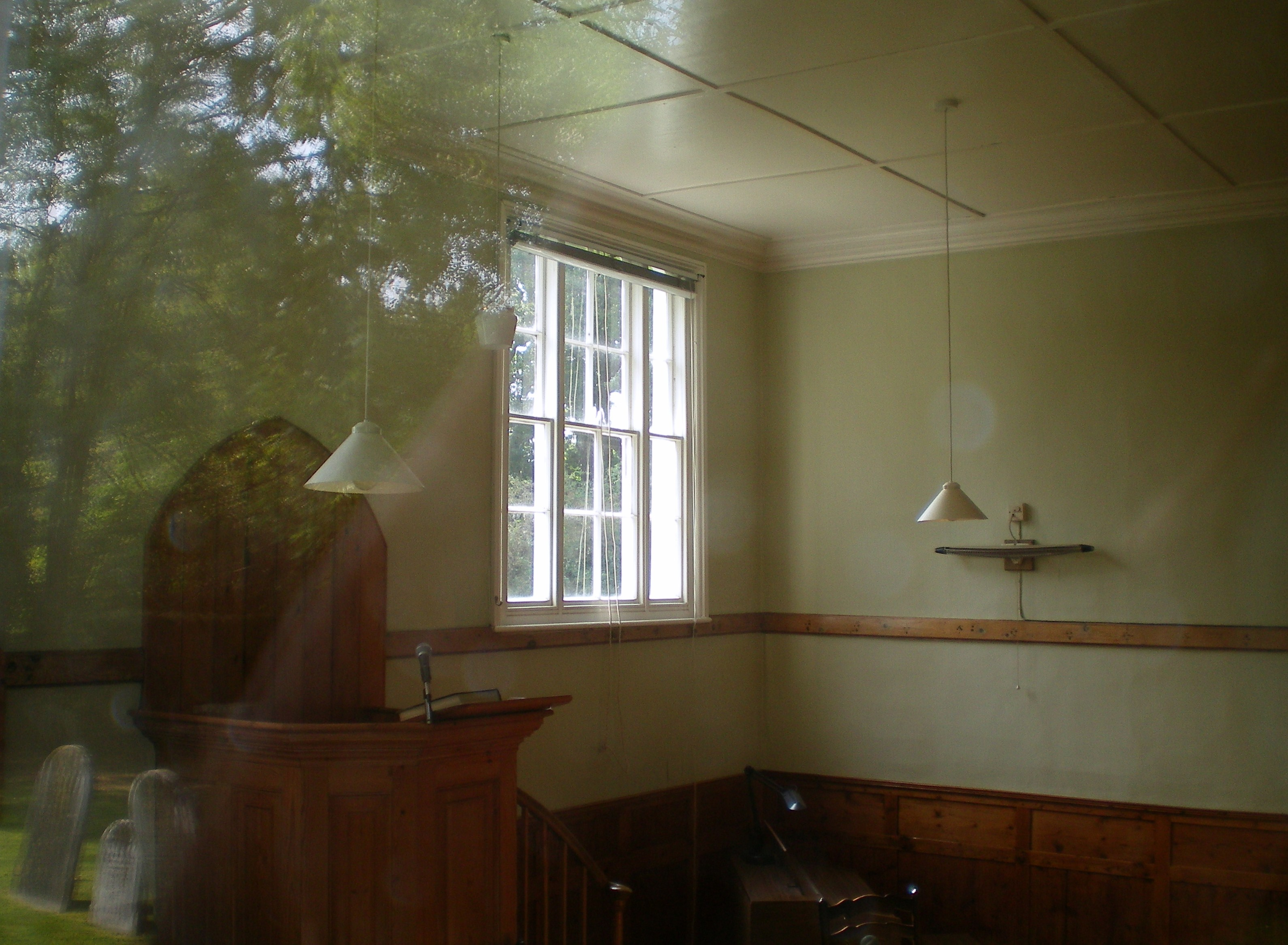
Interieur, met preekstoel;
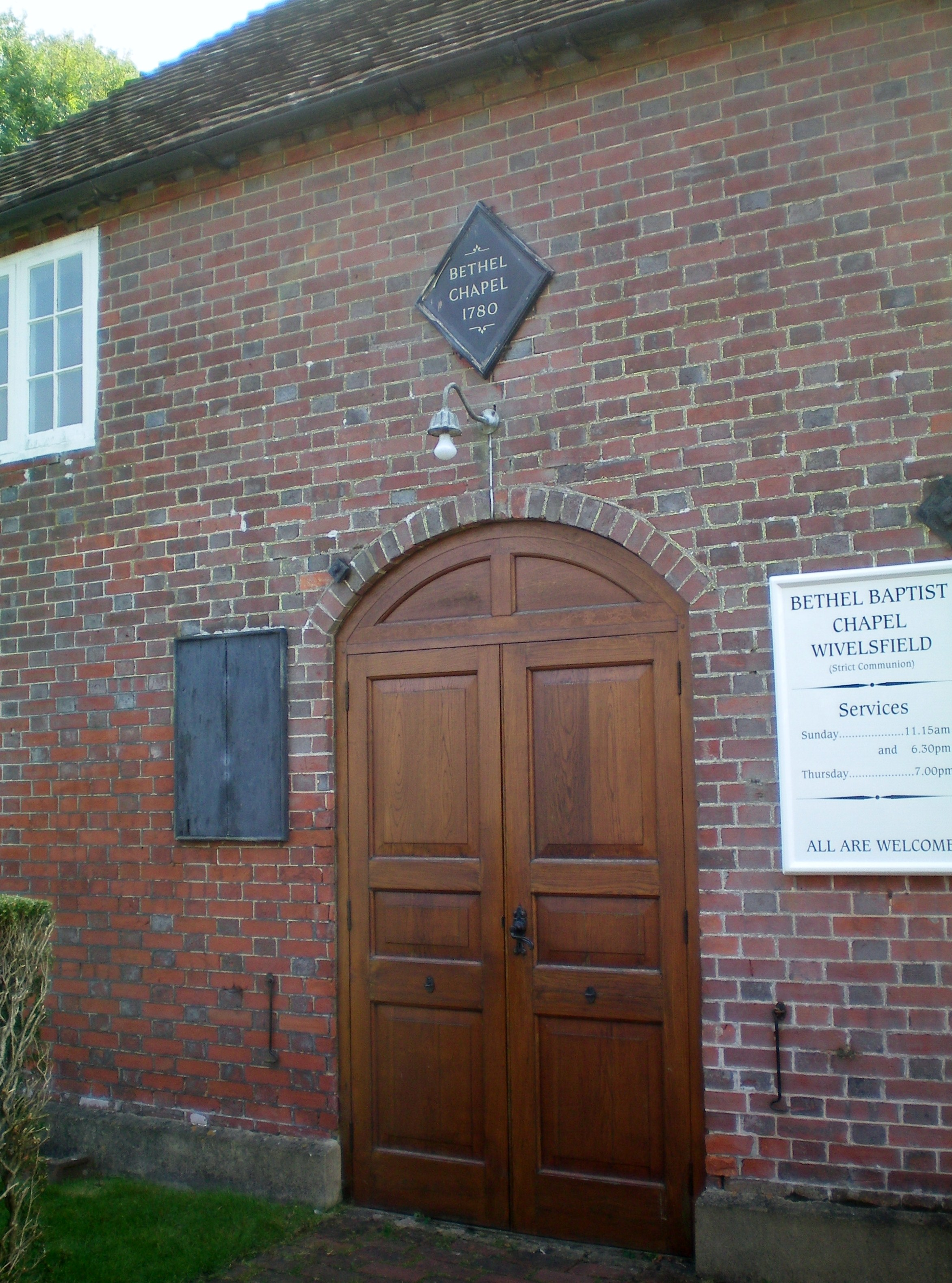
Hoofdingang, met naambord. Boven de deur is het jaartal 1780 aangebracht.